# 東京高等裁判所
東京高等裁判所（日语：／ Tokyō kōtō saibansho */?）是日本的高等裁判所之一，屬於普通法院，位於東京都千代田區霞關，通稱「東京高裁」。

## 沿革
- 1875年——設置「東京上等裁判所」
- 1882年——改稱「東京控訴裁判所」
- 1886年——改稱「東京控訴院」
- 1947年——根據《裁判所法》，改稱「東京高等裁判所」至今。
- 1983年——東京高等裁判所、地方裁判所、簡易裁判所的合同廳舍竣工。
- 2005年——設「智慧財產高等裁判所」，由本所管轄。

## 管轄
- 土地管轄－東京都、神奈川縣、埼玉縣、千葉縣、茨城縣、栃木縣、群馬縣、靜岡縣、山梨縣、長野縣、新潟縣等一都十縣，轄下裁判所為東京地方裁判所、東京家庭裁判所等22座。
- 事務管轄－

1. 不服地方裁判所、家庭裁判所第一審判決之案件。
2. 轄區內簡易裁判所第一審案件，以本所為最終上訴法院。
3. 以本所為第一審之特殊犯罪案件。

## 特色
- 管轄都道府縣數達11個，下轄裁判所達22座，均居各高等裁判所之冠，但並未設支部。
- 唯一於廳舍內設有金屬探測器之裁判所，除裁判所人員、檢察廳人員及律師外，未受檢者一律不得入內。

## 外部連結
- （日語）東京高等裁判所 （页面存档备份，存于）